# Сивожанка
Си́вожанка (бел. Сі́вожанка) — деревня в составе Станьковского сельсовета Дзержинского района Минской области Беларуси. Деревня расположена в 16 километрах от Дзержинска, 58  километрах от Минска и 6 километрах от железнодорожной станции Койданово.

## История
Известна с начала XIX века, как деревня в Минском уезде Минской губернии. В 1858 году — государственная собственность, 9 душ мужского пола. В середине 19 века принадлежала казне и находилась в Полоневичской сельской общине. В конце XIX — начале XX века в Койдановской волости Минского уезда той же губернии. В 1897 году — 10 дворов, 61 житель, в 1917 году — 12 дворов, 70 жителей. 
С 9 марта 1918 года в составе провозглашённой Белорусской Народной Республики, однако фактически находилась под контролем германской военной администрации. С 1 января 1919 года в составе Советской Социалистической Республики Белоруссия, а с 27 февраля того же года в составе Литовско-Белорусской ССР, летом 1919 года деревня была занята польскими войсками, после подписания рижского мира — в составе Белорусской ССР.
С 20 августа 1924 года в 1-м Нарейковском сельсовете (18 декабря 1925 года переименован в Ляховичский, с 25 июля 1931 по 23 августа 1937 года — национальный польский сельсовет) Койдановского района Минского округа. С 29 июля 1932 года Дзержинского района, с 31 июля 1937 года в Минском районе. С 20 февраля 1938 года в Минской области, с 4 февраля 1939 года в воссозданном Дзержинском районе. В 1926 году — 12 дворов, 61 житель.
В Великую Отечественную войну с 28 июня 1941 по 6 июля 1944 года находилась под немецко-фащистской оккупацией, на фронте погиб 1 сельчанин.
В 1960 году проживали 39 жителей, входила в состав колхоза «Беларусь» (центр — д. Гарбузы). В 1991 году — 6 хозяйств, 14 жителей. В 2009 году в составе сельскохозяйственного ЗАО «Негорельское». 30 октября 2009 года, деревня перешла из состава упразднённого Ляховичского сельсовета в Станьковский сельсовет.

## Население
| Численность населения (по годам) | Численность населения (по годам) | Численность населения (по годам) | Численность населения (по годам) | Численность населения (по годам) | Численность населения (по годам) | Численность населения (по годам) |
| 1897                             | 1909                             | 1917                             | 1926                             | 1960                             | 1991                             | 1999                             |
| -------------------------------- | -------------------------------- | -------------------------------- | -------------------------------- | -------------------------------- | -------------------------------- | -------------------------------- |
| 61                               | ↗ 66                             | ↗ 70                             | ↘ 61                             | ↘ 39                             | ↘ 24                             | ↘ 12                             |
| 2004                             | 2010                             | 2017                             | 2018                             | 2020                             |                                  |                                  |
| ↘ 11                             | ↘ 6                              | ↘ 5                              | → 5                              | ↘ 4                              |                                  |                                  |